# Geierriedel
Der Geierriedel ist ein 1990 m ü. A. hoher Bergrücken in der Obersteiermark in den Gaaler Tauern, der in der Katastralgemeinde Gaal innerhalb der Gemeinde Gaal liegt. Auf der ÖK 50 trägt nur der Südostrücken des höchsten Punktes diesen Namen.

## Lage und Beschreibung
Der Geierriedel liegt ungefähr eineinhalb Kilometer südöstlich des 226 Meter höher gelegenen Lahnecks.

## Touristische Bedeutung
Der Geierriedel kann über das Hintertal erreicht werden; dieses Tal beginnt südöstlich des Geierriedels, verläuft in Nord-Süd-Richtung und endet einige Kilometer nordöstlich des Geierriedels. Die Wanderung führt über die Grafenhube sowie eine Forststraße entlang des Karhüttenbachs und steigt bei der Klarampfhütte an. Der Geierriedel gilt als „Schlechtwetteralternative“, da er „kein ausgeprägter Gipfel“ ist und im „Schatten des Lahn- und Glanecks“ steht. Der Geierriedel ist „kein oft besuchtes Bergsteigerziel“, auch ist er nicht von offiziellen Wanderwegen erschlossen.